# Cyphostemma horombense
Cyphostemma horombense är en vinväxtart som beskrevs av Descoings. Cyphostemma horombense ingår i släktet Cyphostemma och familjen vinväxter. Inga underarter finns listade i Catalogue of Life.